# Чинкуэфронди

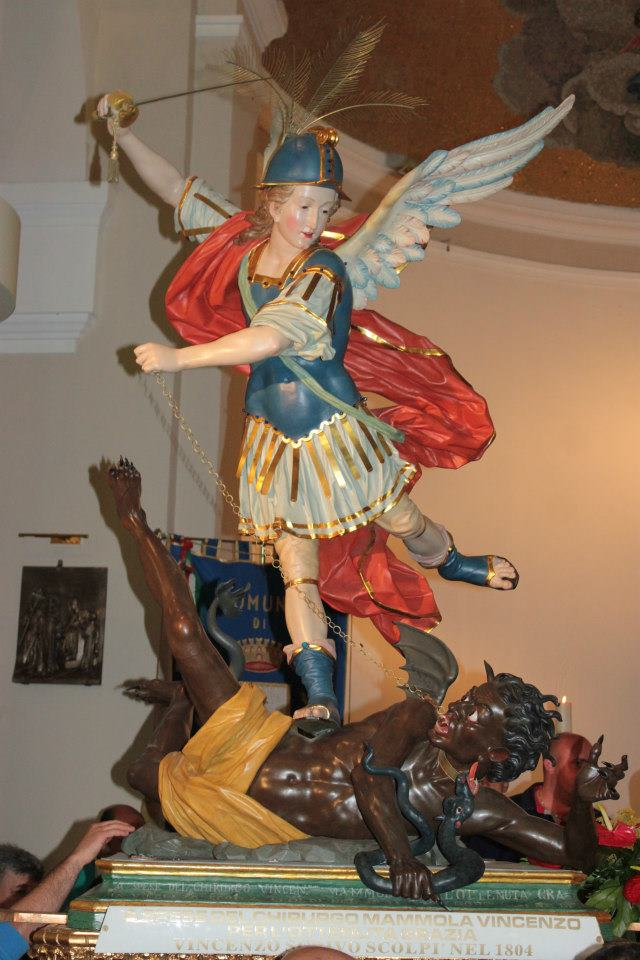
Архангел Михаил (Cinquefrondi)

Чинкуэфро́нди (итал. Cinquefrondi) — коммуна в Италии, располагается в регионе Калабрия, подчиняется административному центру Реджо-Калабрия (провинция).
Население составляет 6511 человек (на 2004 г.), плотность населения составляет 222 чел./км². Занимает площадь 29 км². Почтовый индекс — 89021. Телефонный код — 0966.
Покровителем коммуны почитается Архангел Михаил, празднование 29 сентября. Праздник также ежегодно празднуется во второе воскресение мая.